# Masacre de Voćin
La Masacre de Voćin fue la matanza de 43 civiles, la mayoría de ellos croatas, por parte de una unidad del grupo paramilitar serbio Águilas Blancas en Voćin, Croacia, el 13 de diciembre de 1991, durante la Guerra croata de Independencia. 
La masacre fue llevada a cabo luego de que le fuera ordenada a la unidad abandonar la aldea antes de que el Ejército de Croacia (Hrvatska vojska – HV) recapturara el área en la Operación Papuk-91. La unidad se enfocó principalmente en civiles croatas que vivían en la aldea, pero también mató a un civil serbio que trató de proteger a otros. La mayoría de las víctimas murieron por disparos de armas de fuego, pero algunas de ellas fueron matadas con hachas o motosierras, o fueron quemadas hasta la muerte. Las víctimas exhibían señales de tortura y fueron dejadas en el lugar sin ser enterradas. En la noche del 13/14 de diciembre, la unidad también demolió una iglesia de 550 años de antigüedad del lugar mediante explosivos.
El HV aseguró Voćin la noche del 14/15 de diciembre, una noche después de que la población serbia había dejado la aldea. Tras llegar, los soldados croatas quemaron las casas que pertenecían a serbios que anteriormente vivían allí. El área fue visitada por el congresista estadounidense Frank McCloskey poco después. McCloskey hizo públicas las matanzas en una conferencia de prensa celebrada en Zagreb el día siguiente, llamándolas un genocidio. Luego persuadió a Jerry Blaskovich, un Profesor Clínico Asociado de la Universidad del Los Angeles County Hospital Medical Center de la Universidad del Sur de California para que participe en la investigación de las matanzas. El Tribunal Penal Internacional para la Antigua Yugoslavia luego imputaría al líder serbio Slobodan Milošević por las matanzas y a Vojislav Šešelj con la deportación de los no-serbios de Voćin.

## Antecedentes
Luego del incremento de las tensiones interétnicas luego de las elecciones multipartidarias de Croacia en 1990, el 19 de agosto de 1991 se produjo el levantamiento masivo de los serbocroatas en Eslavonia Occidental que dio comienzo a la Guerra de Croacia. Ese día, todos los croatas fueron comunicados que a partir de entonces debían reconocer la autoridad de la Región Autónoma Serbia de Eslavonia Occidental, que las regulaciones del estado croata ya no estaban vigentes y que tenían que permanecer en el área de Voćin. Se les confiscaron las armas particulares. Sus casas fueron registradas. Fueron intimidados y hubo malos tratos sistemáticos. Algunos fueron llevados al campo de entrenamiento de Sekulinci donde fueron maltratados y golpeados.
En septiembre, el 5.º Cuerpo del Ejército Popular Yugoslavo (Jugoslovenska Narodna Armija – JNA) (Banja Luka) recibió órdenes de avanzar hacia el norte a través del oeste de Eslavonia, desde Okučani hasta Daruvar y Virovitica, y con un avance secundario desde Okučani hacia Kutina. Esta tarea fue esencialmente consistente con la línea que se esperaba alcanzar en aproximadamente una semana con el avance principal el JNA que venía desde el este de Eslavonia. Esta conexión se diseñó para facilitar un avance más hacia el oeste a  Zagreb y Varaždin. El JNA fue detenido por la Guardia Nacional Croata (Zbor Narodne Garde – ZNG) entre Novska, Nova Gradiška y Pakrac, pese a que las unidades de la Fuerzas de Defensas Territorial (Teritorijalna odbrana – TO) de Slavonia Occidental se habían atrincherado en Bilogora y Papuk al norte de Pakrac, cerca de Virovitica y Slatina sin apoyo alguno por parte de la JNA.
Las TO estaban apoyadas por paramilitares serbios que habían sido desplegados en la aldea de Voćin en la montaña Papuk en octubre. Estos paramilitares eran las Águilas Blancas bajo el mando de Vojislav Šešelj que visitó Voćin en el mes siguiente e incitó a los paramilitares a que persigan a la población croata local. Según testimonios de los residentes de Voćin que sobrevivieron, las Águilas Blancas y varios serbios del lugar aterrorizaron a la población croata, reduciéndolos a solo 80 para finales de 1991. Antes de la guerra, los serbios conformaban el ochenta por ciento de la población de la localidad.
El 29 de octubre, la ZNG lanzó la Operación Orkan-91 en contra de las posiciones del JNA y las TO cerca de Novska y Nova Gradiška, y la Operación Otkos-10 en contra de las posiciones de las TO en la Montaña de Bilogora al sur de Virovitica. Tratando de explotar el éxito de la Operación Orkan-10 y recapturar el área de Papuk, las fuerzas croatas, ahora bajo el nombre de Ejército de Croacia (Hrvatska vojska – HV) en lugar de la ZNG desde el 3 de noviembre, lanzaron la Operación Papuk-91 el 28 de noviembre.

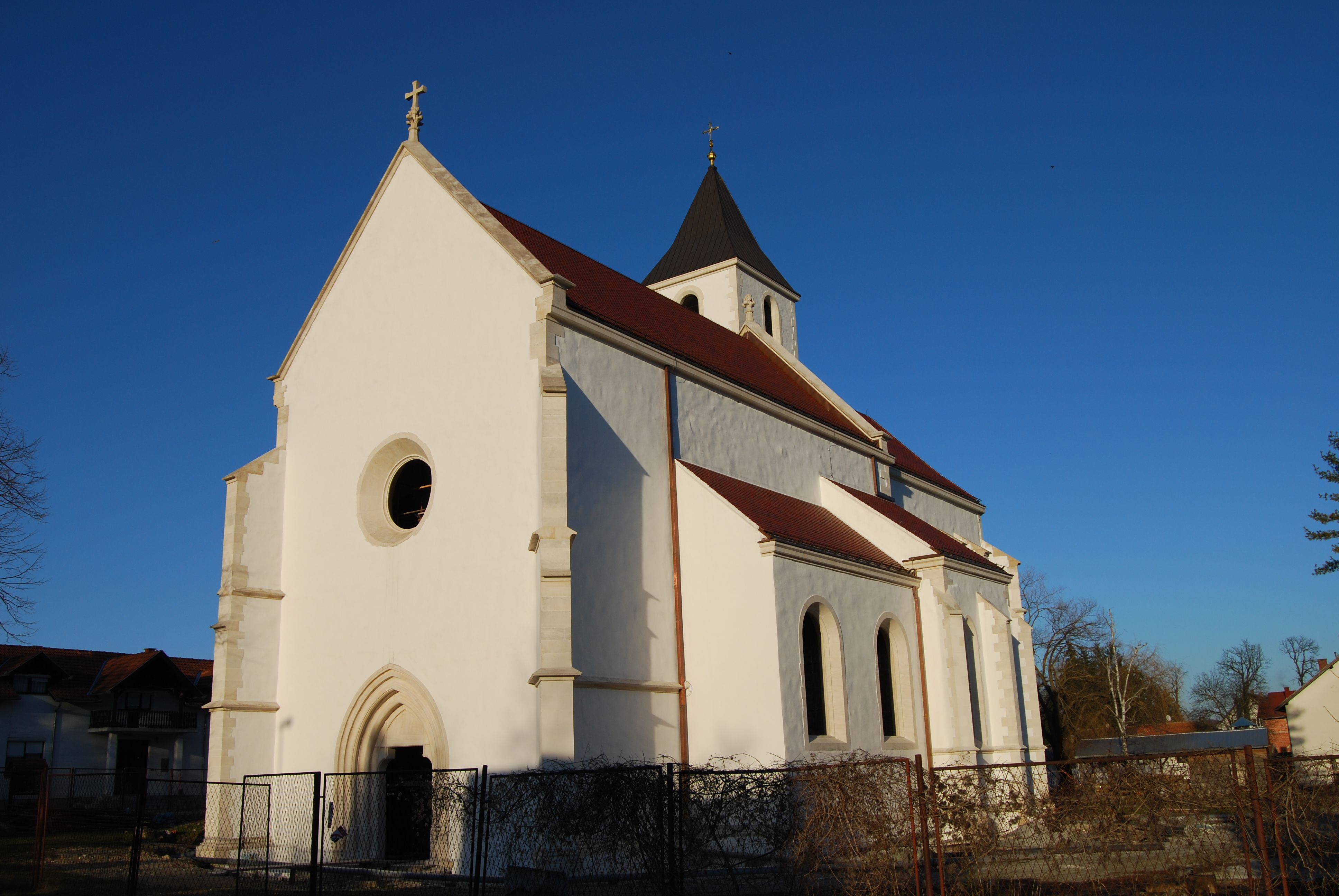
Iglesia de la Peregrinación a la Santa Virgen María en Voćin, reconstruida después de la guerra

## La masacre
El HV comenzó a avanzar en el área de Đulovac, ubicada aproximadamente a unos 5 kilómetros al oeste de Voćin, el 12 de diciembre, y las TO se vieron obligadas a retirarse del área. Por su parte, las Águilas Blancas abandonarían Voćin, se les ordenó que no tomen prisioneros. También se les instruyó que aseguren la evacuación de la población serbia. Aquellos que rehusaban irse eran amenazados y una persona fue matada fuera de su hogar. La formación paramilitar inició su repliegue ese día, quedando entre 60 y 80 miembros.
La matanza de los civiles de Voćin y de dos aldeas cercanas comenzó el 13 de diciembre al mediodía. La infantería de las Águilas Blancas, con el apoyo de por lo menos un tanque, pasó a través de Voćin bombardeando casas de croatas y matando civiles. La matanza y la destrucción duró doce horas y cobró la vida de 43 civiles. Los cuerpos de las víctimas fueron mutilados y expuestos al exterior, según se cree como advertencia para los demás, fuera de Voćin, para que escapen o se enfrenten a su muerte. Todas las víctimas eran croatas civiles, con la excepción de un serbio de 77 años que se dice estaba tratando de proteger a sus vecinos de los paramilitares. La mayoría de las víctimas fueron personas de la tercera edad, incluyendo 12 mujeres de entre 56 y 76 años y once hombres de entre 60 y 84 años.
Muchos de los que murieron fueron torturados, golpeados con cadenas y quemados. La mayoría de las víctimas murieron a tiros, pero fue difícil determinar la causa de las muertes de ocho de las víctimas cuyos cuerpos estaban demasiado quemados. Una pareja fue amarrada con cadenas y quemada viva, dos mujeres fueron matadas utilizando hachas u objetos cortantes similares, una de ella con varios hachazos en la cabeza. Otra pareja fue decapitada y sus cabezas fueron puestas en bolsas. Una de las víctimas fue cortada con una motosierra mientras aún estaba viva, y otra murió atrapada en su casa mientras ésta era quemada por los paramilitares. El civil serbio que trató de proteger a otros también fue golpeado, torturado utilizando cigarrillos prendidos y cadenas calientes, y luego desollado.
A las 3:00 a. m., los paramilitares demolieron la iglesia católica de la Peregrinación a la Sagrada Virgen María en Voćin. Utilizaron la estructura de 550 años como un depósito de municiones. Tras la explosión, solo una pared de la estructura se mantuvo en pie. Se estima que varias toneladas de explosivos fueron utilizadas para este propósito. Al mismo tiempo, aproximadamente otros 20 habitantes croatas de las aldeas de Bokane, Krašković, Đulovac y Novo Zvečevo, un poco más al sur, también se dice que fueron matados.

## Eventos posteriores

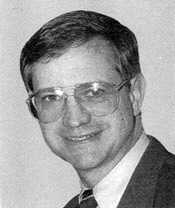
Frank McCloskey

El HV capturó Voćin en la noche del 14/15 de diciembre, una noche después de que la población serbia había abandonado el lugar. Poco después, los soldados croatas quemaron las casas que habían pertenecido a los serbios que alguna vez habitaron la aldea. Uno de los primeros en llegar a la aldea luego que haya sido re-capturada fue el congresista estadounidense Frank McCloskey, quien estaba en Croacia en una misión de determinación de hechos. McCloskey pidió a su asesor, Pat Mackley, que organice una conferencia de prensa en Zagreb al día siguiente, mientras que Mackley persuadió a Jerry Blaskovich, Profesor Clínico Asociado en el LAC+USC Medical Center, a que vaya a Croacia a investigar el supuesto uso de armas químicas y participe en la investigación de la masacre. En la conferencia, McCloskey describió las matanzas como parte de un genocidio. El reportero de CNN Mark Dalmish rehusó asistir a la conferencia de prensa porque la cadena no confiaba en los reportes de las muertes y solo se interesó en el evento después de que se anunciara que Blaskovich participaría en la investigación.
Los cuerpos de las víctimas fueron llevados a Slatina para su examen forense el 17 de diciembre. Mackley se contactó con las autoridades croatas y obtuvo permiso para documentar las autopsias de las víctimas, pero las autoridades en Slatina le negaron el acceso. Entonces Mackley llamó al Ministro de Defensa Croata, Gojko Šušak, pidiéndole que intervenga en su nombre, pero la policía local también desobedeció a Šušak. La policía especial fue desplegada en Slatina para hacer cumplir las órdenes de Šušak, casi provocando un enfrentamiento armado. Para poder apaciguar los ánimos, un equipo del Instituto de Medicina Forense de la Universidad de Zagreb fue enviado a Slatina para realizar varias autopsias, tomar algunos cuerpos y realizar el resto de los procedimientos en Zagreb.
Los muertos contabilizados en Vocin fueron 31; en Hum 4; Kraskovic 4; Zvecevo 2; Bokane 3 (incluyendo un serbio de 77 años que se rehusó replegarse).
Los sobrevivientes que lograron ocultarse en sótanos o en campos de maíz, al igual que un miembro de las fuerzas paramilitares que fue capturado, también testificaron más adelante sobre las matanzas e identificaron a las Águilas Blancas como los perpetradores. Además, los paramilitares, en su retirada, dejaron atrás evidencias importantes, entre ellos registros que confirmaban que la fuerza era efectivamente parte de las Águilas Blancas asociadas con Šešelj Tribunal Penal Internacional para la ex Yugoslavia, John Cencich, más adelante corroboraría la información en una entrevista con un testigo que conectaba a Slobodan Milošević, en ese entonces presidente de Serbia, a las matanzas. El Tribunal acusó a Milošević con la muerte de 32 civiles en Voćin.  Milošević luego fue arrestado y enjuiciado, pero murió antes de que su juicio fuera completado. El Tribunal también acusó a Šešelj de participar en la deportación forzosa de civiles no serbios de Voćin, pero para marzo de 2014 su juicio aún sigue en proceso.

## Corte Penal Internacional
En el juicio ante la Corte Internacional de Justicia sobre la Aplicación de la Convención sobre Prevención y Castigo del crimen del genocidio (Croacia v. Serbia), Croacia sostuvo que al menos 35 croatas fueron asesinados entre el 12 y el 14 de diciembre de 1991 por las fuerzas serbias expulsadas de Voćin. Por su parte, Serbia argumentó que los crímenes presuntamente cometidos en todo el municipio de Podravska Slatina no pueden ser corroborados por los registros en el expediente del caso, en particular porque esos registros constituyen rumores. La Corte determinó que no había suficientes pruebas para culpar a las fuerzas serbias.